# 위키인용집

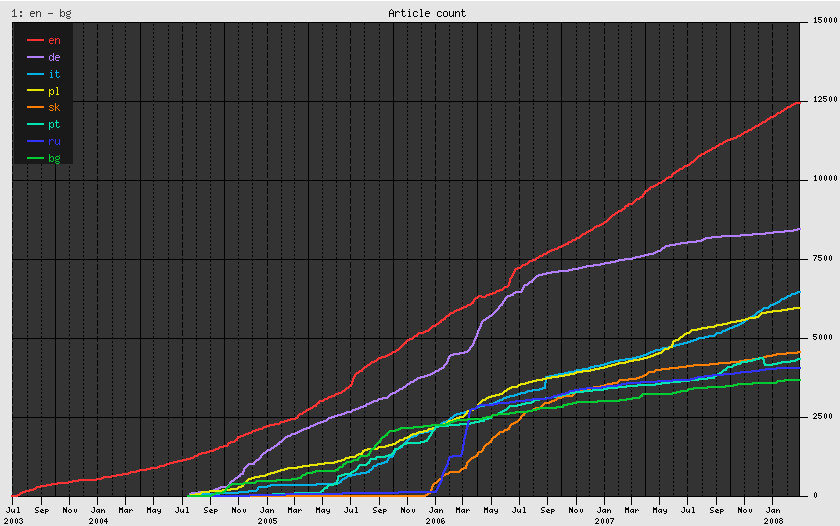
8대 언어 위키인용집의 성장

위키인용집(Wikiquote)은 위키백과의 자매 프로젝트로, 2004년 7월부터 영어판 위키인용집을 시작으로 여러 언어로 프로젝트가 번역되었다. 이 프로젝트의 목표는 유명한 인물이 한 말이나 책의 문장 등을 인용하고 해석하는 것이니 일종의 어록이라고 할 수 있다.

## 다언어 협력
2016년 9월 기준으로, 총 89개 언어의 위키인용집이 있으며 그 중 1,000개 이상 문서를 포함하는 언어는 31개이다. 89개 판의 위키인용집 중 60개가 100개 이상의 문서가 있다. 10개의 최대 인용집 언어 프로젝트(각각 5,000개 이상의 문서)는 내림차순으로 다음과 같이 나열된다:
1. 영어 (31,000개 이상 문서)[2]
2. 이탈리아어
3. 폴란드어
4. 러시아어
5. 체코어
6. 독일어
7. 포르투갈어
8. 페르시아어
9. 스페인어
10. 우크라이나어

## 같이 보기
- 위키미디어 재단
- 위키낱말사전